# 卡洛韦托
卡洛韦托（義大利語：Caloveto），是意大利科森扎省的一个市镇。总面积24平方公里，人口1318人，人口密度54.9人/平方公里（2009年）。ISTAT代码为078022。